# Melodinus forbesii
Melodinus forbesii là một loài thực vật có hoa trong họ La bố ma. Loài này được Fawc. mô tả khoa học đầu tiên năm 1885.